# ノルディックファーム
ノルディックファームは、合同会社西原牧場が運営し、北海道紋別郡遠軽町に店舗（ノルディックファーム遠軽本店）と工場（ノルディックファーム酪農工場）が所在する。

## 沿革
- 1917年（大正6年）　北海道天塩町より入植し原野を開墾して農業を始める
- 1995年4月　ノルディックファーム工場兼店舗の建設を開始
- 1996年2月　飲用牛乳処理施設並びに乳製品製造施設の設置に関する許認可を取得
- 1996年3月　牛乳乳製品工場完成
- 1996年4月28日　ノルディックファーム(NORDIC FARM)創業
- 2005年4月　半熟チーズケーキ・シャンティ発売
- 2014年2月4日　合同会社西原牧場を設立

## 店舗
- ノルディックファーム遠軽本店（〒099-0702 北海道紋別郡遠軽町生田原伊吹131-3）　営業時間 10:00 - 17:30  定休日(毎週火曜日)
- ノルディックファーム公式オンラインショップ https://nordicfarm.official.ec

## 工場
- ノルディックファーム酪農工場（〒099-0702 北海道紋別郡遠軽町生田原伊吹131-3）

## 関連事項
- 北海道乳業協会
- 全国乳業協同組合連合会
- えんがる商工会